# Джаяппаджі Рао Скіндія
Джаяппаджі Рао Скіндія — магараджа Гваліора. Був убитий двома прибічниками магараджі Джодхпура Віджая Сінгха під стінами Нагаура.